# Dent Royo
La Dent Royo és una muntanya de 3.010 m d'altitud, amb una prominència de 7 m, que es troba al massís de Pocets, província d'Osca (Aragó).